# Кайназар (Єнбекшиказахський район)
Кайназа́р (каз. Қайназар) — село у складі Єнбекшиказахського району Алматинської області Казахстану. Адміністративний центр Рахатського сільського округу.
Населення — 9287 осіб (2021; 4058 у 2009, 3203 у 1999, 3149 у 1989).